# Hypericum prolificum
Hypericum prolificum är en johannesörtsväxtart som beskrevs av Carl von Linné. Hypericum prolificum ingår i släktet johannesörter, och familjen johannesörtsväxter. Inga underarter finns listade i Catalogue of Life.

## Bildgalleri

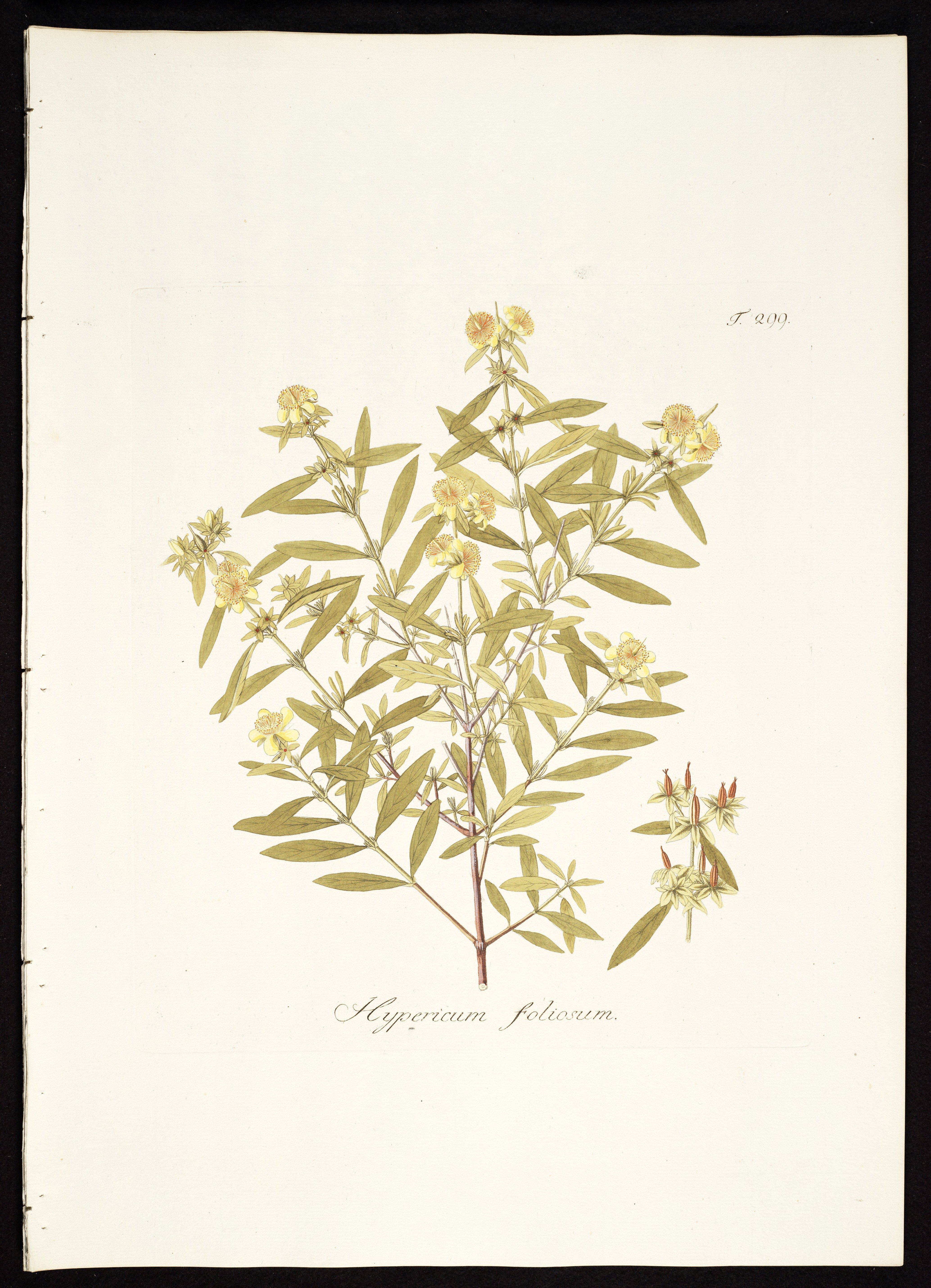
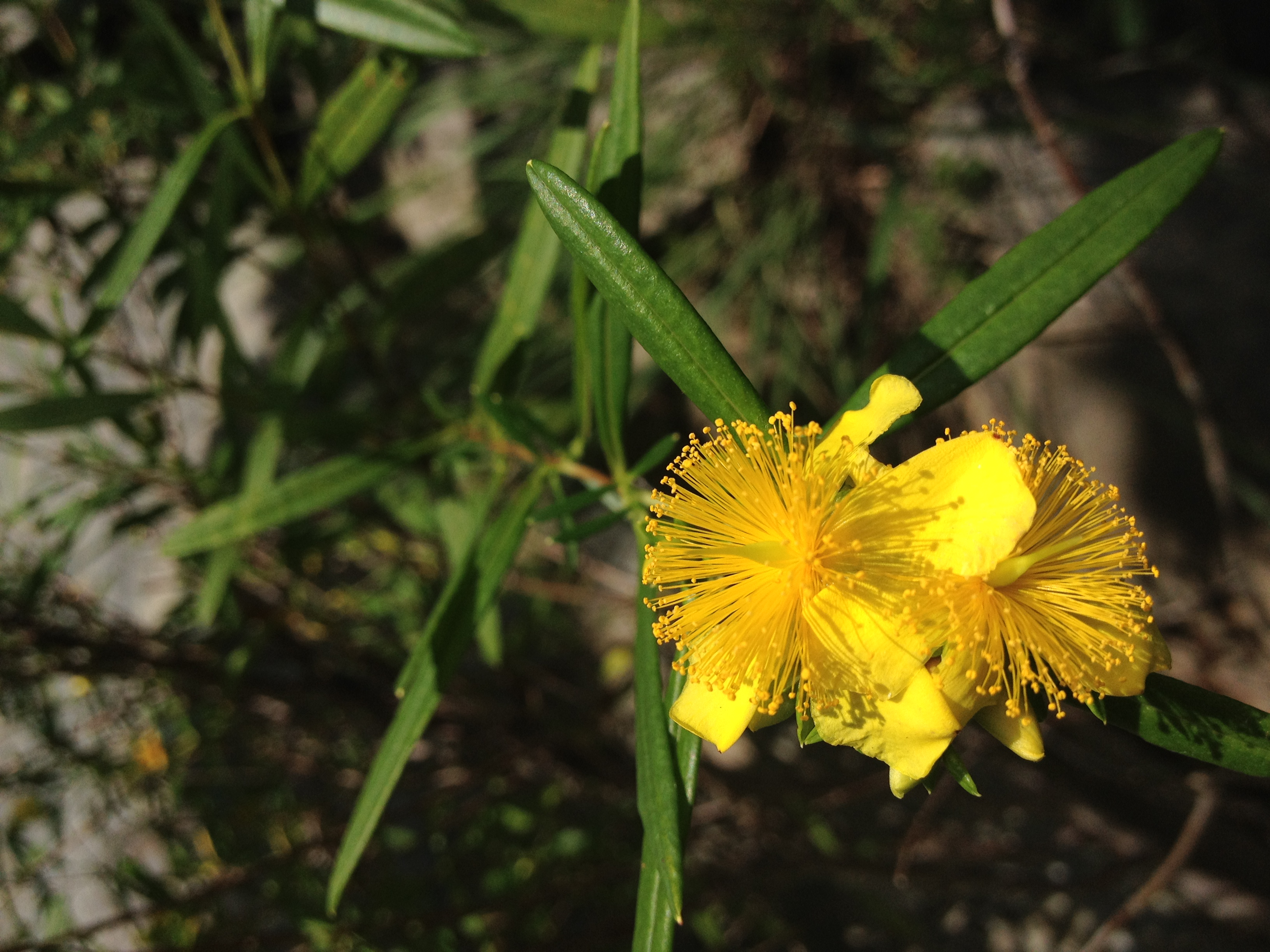
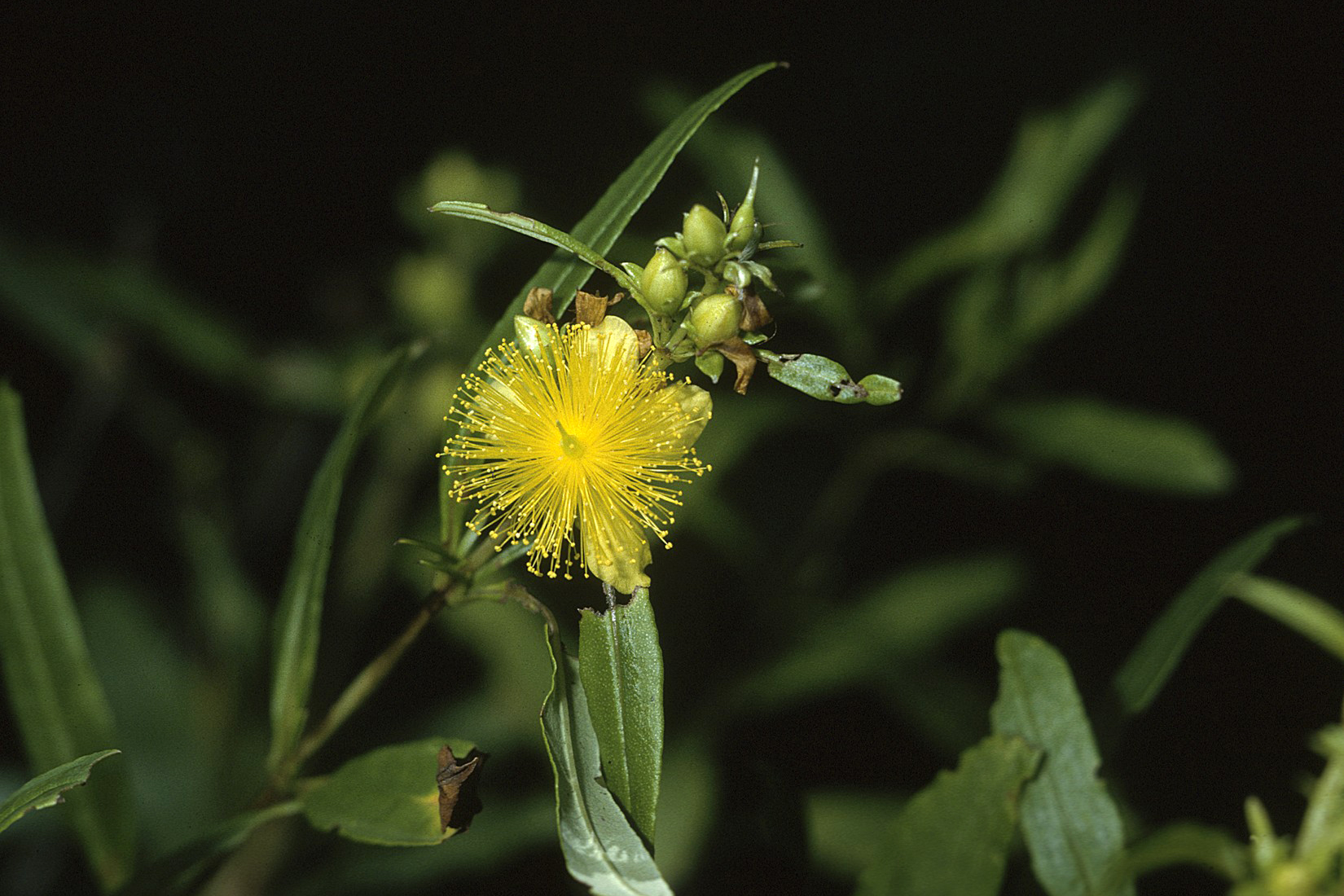
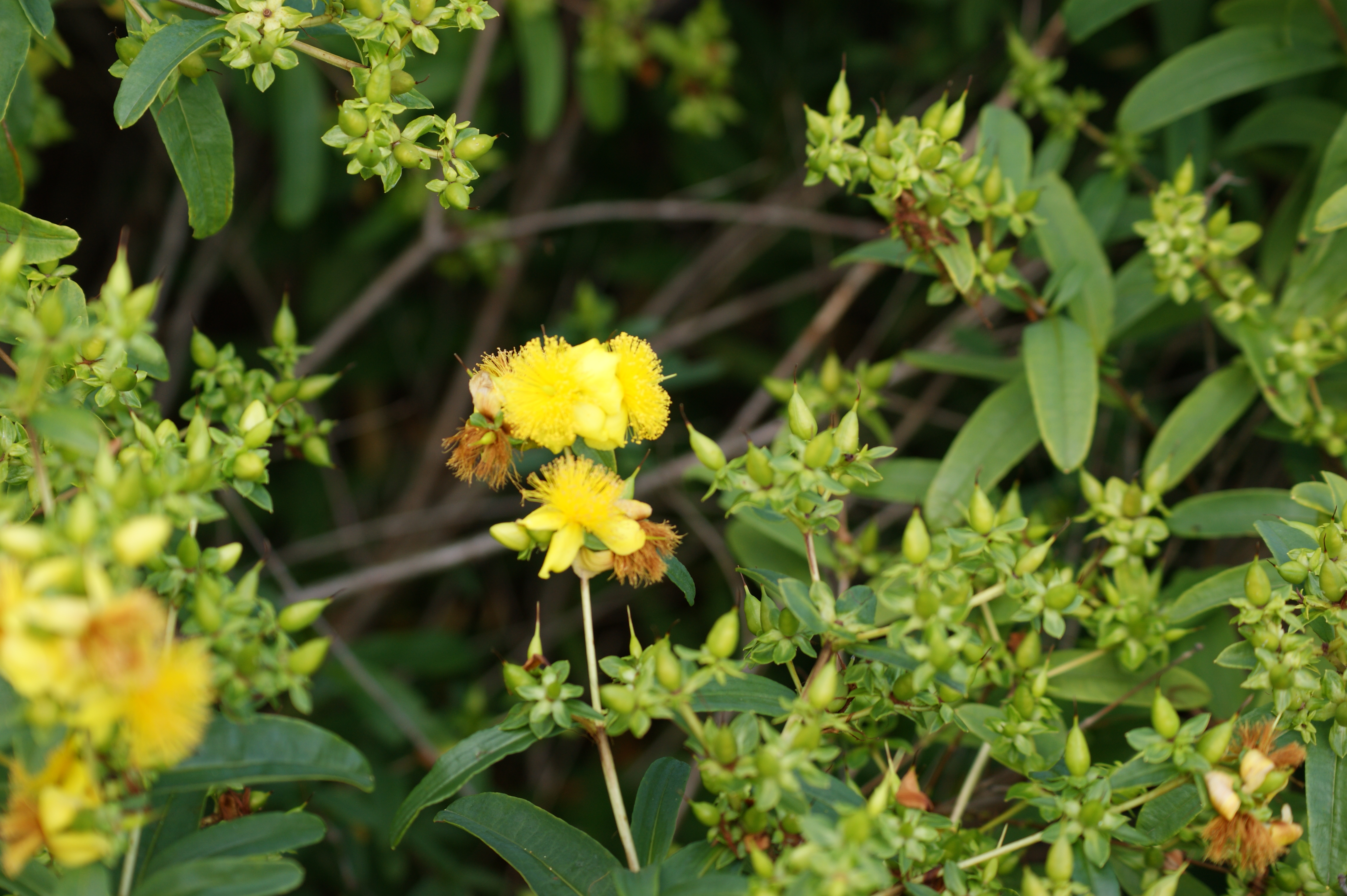